# Радчуки
Радчуки́ — село в Україні, у Лебединській міській громаді Сумського району Сумської області. Населення становить 19 осіб. До 2020 орган місцевого самоврядування — Калюжненська сільська рада.

## Географія
Село Радчуки знаходиться на одному з витоків річки Будилка, нижче за течією на відстані 1,5 км розташоване село Топчії.

## Історія
За даними на 1864 рік на казенному хуторі Радчуків Рябушкинської волості Лебединського повіту Харківської губернії мешкала 121 особа (59 чоловічої статі та 62 — жіночої), налічувалось 11 дворових господарств.
12 червня 2020 року, відповідно до Розпорядження Кабінету Міністрів України № 723-р «Про визначення адміністративних центрів та затвердження територій територіальних громад Сумської області» увійшло до складу Лебединської міської громади.
19 липня 2020 року, після ліквідації Лебединського району, село увійшло до Сумського району.